# Памятник Бартоломео Коллеони (Щецин)
Памятник Бартоломео Коллеони (пол. Pomnik Bartolomeo Colleoniego) — монументальная скульптура итальянского кондотьера Бартоломео Коллеони верхом на коне, установленная в Щецине (Польша). Является копией бронзовой статуи работы Верроккьо, установленной 21 марта 1496 года на площади Санти-Джованни э Паоло в Венеции. Кондотьер являлся командиром наёмных войск в период войны между итальянскими малыми государствами.

## История
Копия памятника была создана для муниципального музея Щецина в 1913 году. Статуя была один из самых ценных экспонатов музея в Щецине, центральной частью музейной коллекции самых известных древних и ренессансных работ. Первоначально была установлена в купольном зале Современного музея в городе Щецин. 
В годы Второй мировой войны памятник не пострадал.
15 января 1948 года его перевезли в Варшаву, где он первоначально хранился в запасниках Национального музея, затем — несколько лет в Музее Войска польского. Весной 1950 года был установлен во дворе варшавской Академии изящных искусств.
Конная статуя Бартоломео Коллеони — один из самых красивых объектов такого рода эпохи Возрождения. 5 июня 1989 года памятник был внесен в Реестр памятников Польши. 
В начале 1992 года власти Щецина предприняли шаги, чтобы вернуть памятник на прежнее место в город. После нескольких лет напряжённых споров, в конце 2001 года, власти Варшавы дали согласие его возвращение.
21 августа 2002 года памятник Бартоломео Коллеони был вновь установлен в Щецине на площади Авиаторов. 31 августа состоялось торжественное открытие памятника, кроме официальных лиц города, присутствовал потомок кондотьера адвокат Коллеони.
В мае и июне 2009 года статуя прошла тщательную реконструкцию.
В 2004 году польский Национальный банк разместил изображение статуи на обратной стороне монет, которые чеканились в ознаменование 100-летия Академии изящных искусств в Варшаве.

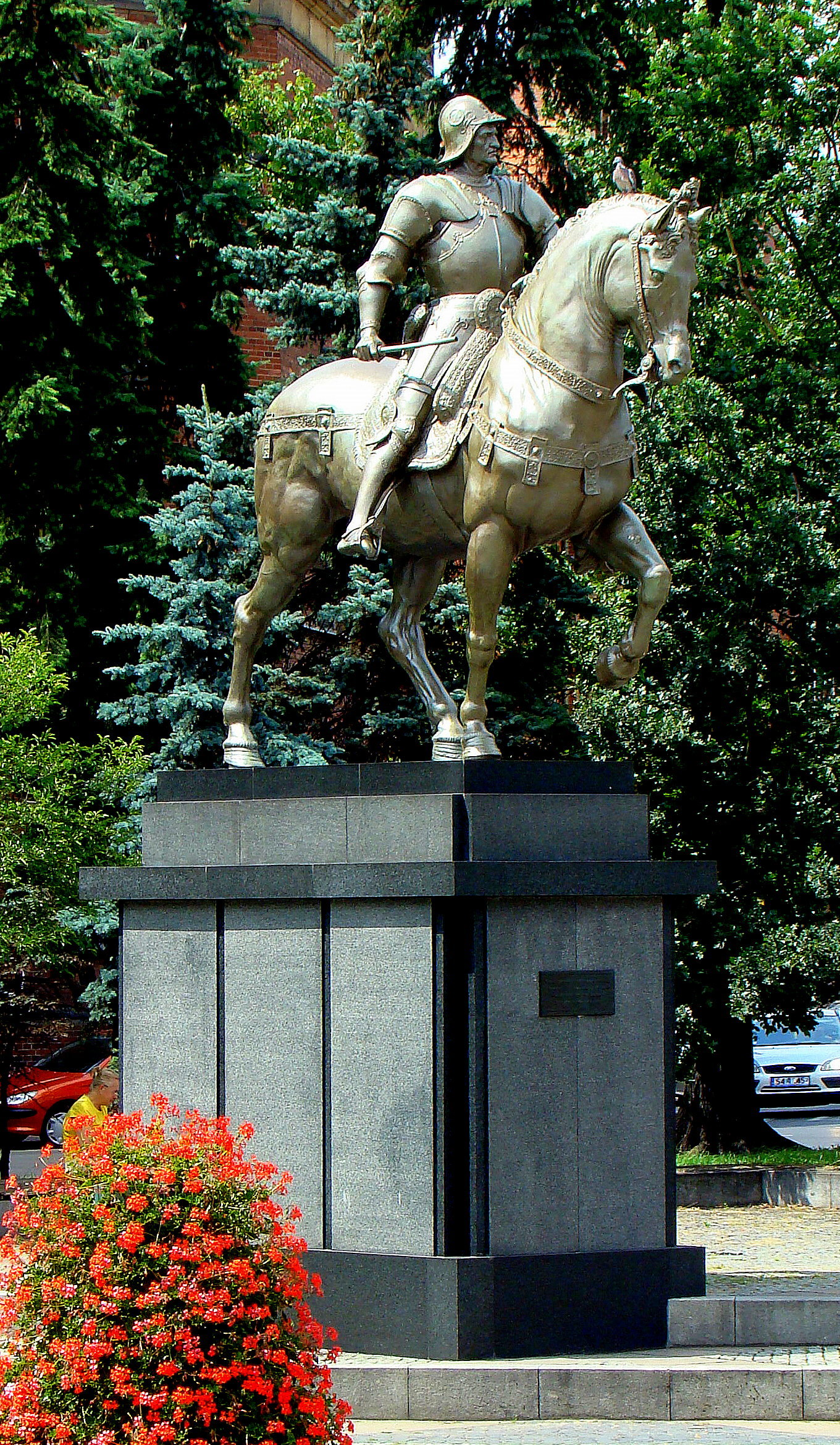
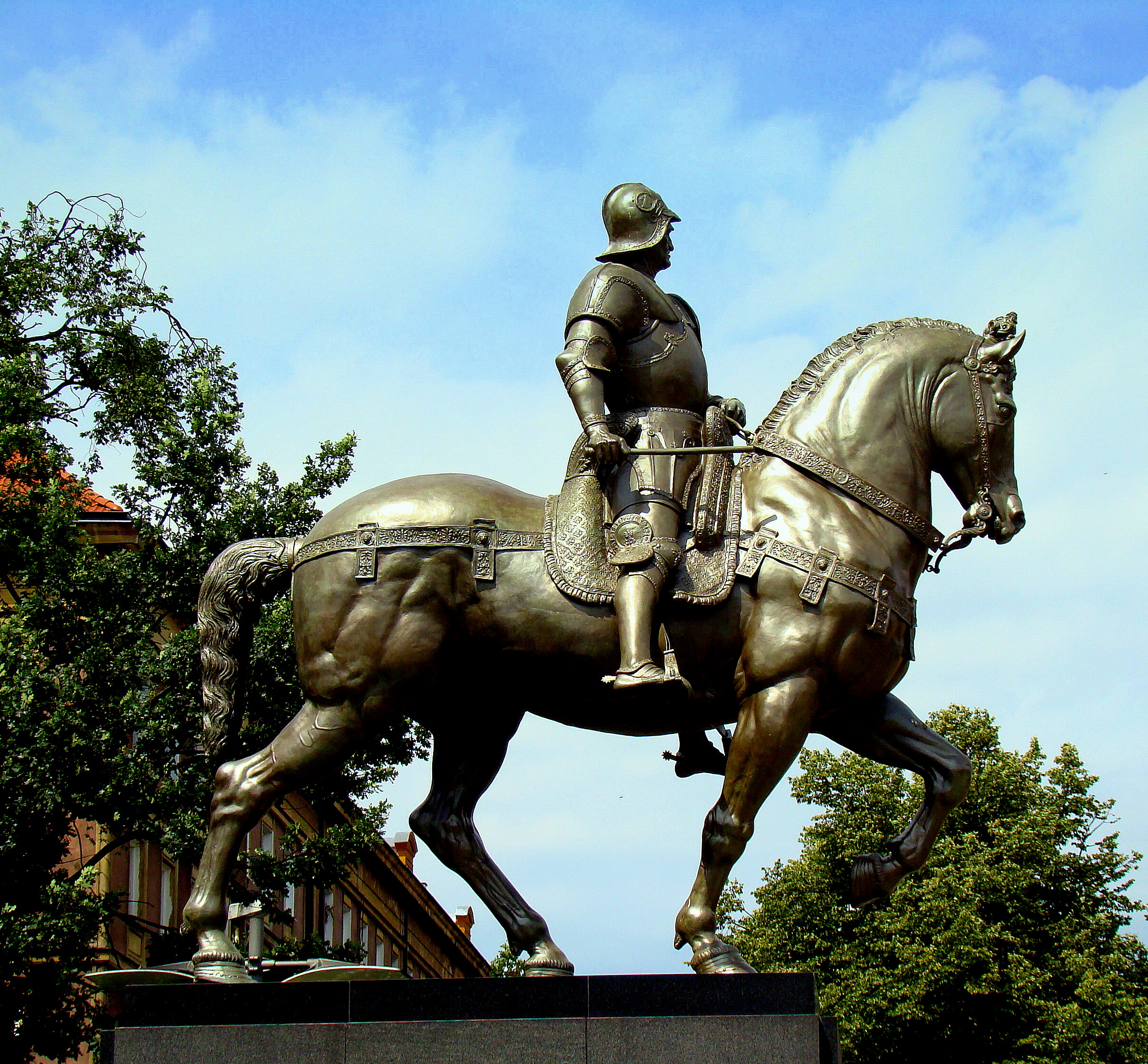
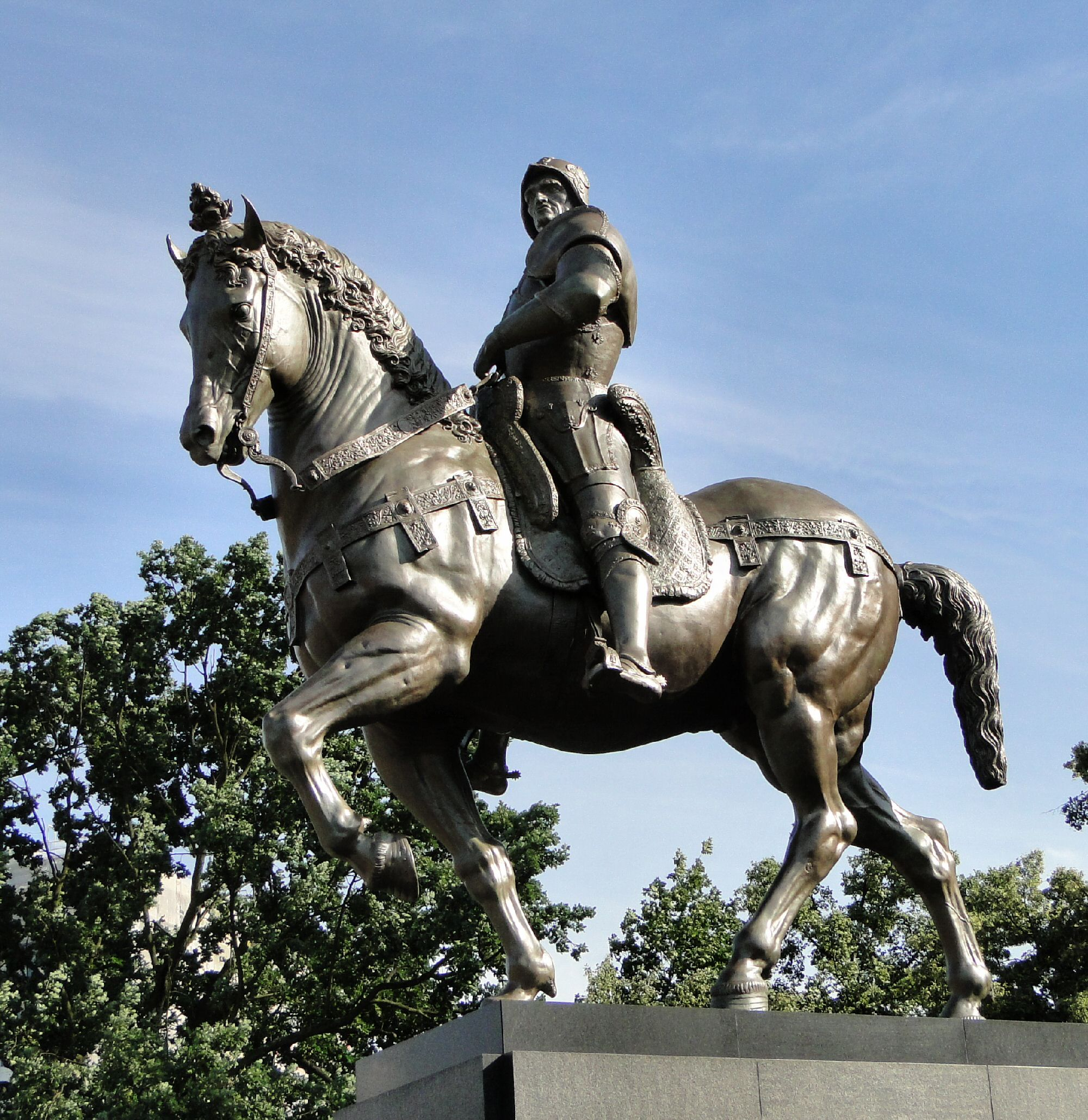